# Hands All Over (album)
Pour les articles homonymes, voir Hands All Over.
Albums de Maroon 5
It Won't Be Soon Before Long
(2007) Overexposed
(2012)
Hands All Over est le troisième album du groupe Maroon 5, il a été enregistré en Suisse, sorti le 18 août 2010.
Le premier extrait de cet album est Misery.

## Sorties[2]
- 15 septembre (Japon)
- 17 septembre (Allemagne, Australie, SWI)
- 20 septembre (Royaume-Uni, France)
- 21 septembre (États-Unis)

## Liste des titres[3]
| 1.  | Misery                                  | Adam Levine, Jesse Carmichael, Sam Farrar               | 3:36 |
| 2.  | Give a Little More                      | Adam Levine, Jesse Carmichael, James Valentine          | 3:00 |
| 3.  | Stutter                                 | Adam Levine, Sam Farrar, Matt Flynn                     | 3:16 |
| 4.  | Don't Know Nothing                      | Adam Levine, Sam Farrar                                 | 3:19 |
| 5.  | Never Gonna Leave This Bed              | Adam Levine                                             | 3:16 |
| 6.  | I Can't Lie                             | Adam Levine, Sam Farrar                                 | 3:31 |
| 7.  | Hands All Over                          | Adam Levine, Jesse Carmichael, Sam Farrar               | 3:12 |
| 8.  | How                                     | Adam Levine, Jesse Carmichael, Sam Farrar, Shawn Tellez | 3:36 |
| 9.  | Get Back in My Life                     | Adam Levine, Jesse Carmichael, James Valentine          | 3:37 |
| 10. | Just a Feeling                          | Adam Levine, Jesse Carmichael                           | 3:46 |
| 11. | Runaway                                 | Adam Levine, Noah Passovoy, Sam Farrar                  | 3:01 |
| 12. | Out of Goodbyes (feat. Lady Antebellum) | Adam Levine, Jesse Carmichael                           | 3:17 |

| 13. | Moves like Jagger (feat. Christina Aguilera) | Adam Levine, Benjamin Levin, Ammar Malik, Shellback | 3:23 |

| 13. | Last Chance                                 | Adam Levine, Sam Farrar                        | 3:09 |
| 14. | No Curtain Call                             | Adam Levine, Jesse Carmichael, Harmony Samuels | 3:46 |
| 15. | Never Gonna Leave This Bed (acoustique)     | Adam Levine                                    | 3:22 |
| 16. | Misery (acoustique)                         | Adam Levine, Jesse Carmichael, Sam Farrar      | 3:46 |
| 17. | If I Ain't Got You (live)                   | Alicia Keys                                    | 4:01 |
| 18. | Crazy Little Thing Called Love (acoustique) | Freddy Mercury                                 | 3:14 |

## Singles
- Misery, sorti le 22 juin 2010

- Give a Little More, sorti le 17 août.

- Hands All Over, (promo seulement) une vidéo est sortie le 22 décembre 2010

- Never Gonna Leave This Bed, sorti en 2011

- Moves Like Jagger (feat.Christina Aguilera), sorti en 2011